# Фабро
Фа̀бро (на италиански: Fabro) е малко градче и община в Централна Италия, провинция Терни, регион Умбрия. Разположено е на 364 m надморска височина. Населението на общината е 2951 души (към 2010 г.).